# Daigo
À ne pas confondre avec le temple Daigo-ji.
Pour les articles homonymes, voir Daigo (homonymie).
L'empereur Daigo (醍醐天皇, Daigo tennō, 6 février 885 – 23 octobre 930) était le soixantième empereur du Japon, selon l'ordre traditionnel de la succession, et a régné de 897 à 930. 

## Généalogie
Avant son avènement au Trône du chrysanthème, son nom personnel (son iminia) était Atsuhito-shinnō.
Daigo était le fils aîné de l'empereur Uda et son épouse officielle, une femme de la famille Fujiwara. L'empereur Daigo eut 15 fils et 23 filles, dont l'une fut une geisha au service du grand sorcier impérial.

### Épouses et descendance
- Princesse Ishi, sa tante, fille de l'empereur Kōkō et de la princesse Hanshi; épouse impériale en 897; morte en 899; mère de
  - première fille : Princesse Kanshi, née 899, morte 910
- Fujiwara no Onshi, née en 885, fille de Fujiwara no Mototsune ; entrée au palais en 901 ; épouse impériale (nyogo) en 901 ; titrée impératrice (kōgō) en 923 ; impératrice douairière (kotaigo) en 931 ; grande impératrice douairière (tai kotaigo) en 946 ; morte en 954; dont :
  - second fils: 1. Prince Yasuakira, né en 903, prince héritier ; mort en 923 ; marié (a) Fujiwara no Hitoyoshiko (seconde fille de Fujiwara no Tokihira, morte en 924); marié (b) Fujiwara no Kishi (née en 904, fille de Fujiwara no Tadahira, morte en 962); marié (c) à une fille de Harukami. Il eut 2 enfants de Fujiwara no Hitoyoshiko :
    - Prince Yoshiyori, né en 921 ; prince héritier en 923 ; mort en 925
    - Princesse Kishi (Hiroko), née en 922 morte 950; mariée à l'empereur Suzaku ; morte en 950

  - quatorzième fille: Princesse Koshi, née en 919, élevée au premier rang en 946, morte en 957 ; mariée en 955 à Fujiwara no Morosuke (né en 908, fils de Fujiwara no Tadahira et de Minamoto no Shoshi, mort en 960)
  - onzième fils: Prince Hiroakira, né en 923 (empereur Suzaku)
  - quatorzième fils: Prince Nariakira, né en 926 (empereur Murakami)
- Minamoto no Washi (Kazuko), sa tante, fille de l'empereur Koko, épouse impériale (nyogo), morte en 947, dont :
  - quatrième fille: Princesse Keishi, née 903 morte 923, mariée à son oncle le prince Atsukata, fils de l'empereur Uda, mort 927
  - cinquième fils: Prince Tsuneakira, né 906, mort 944
  - sixième fils: Prince Noriakira, né 907, mort 967
  - septième fils: Prince Ariakira, né 910 ministre de la Guerre, + 961 ; marié à Fujiwara no Gyoshi, fille de Fujiwara no Nakahira, dont il eut :
    - Minamoto Yasukiyo, né en 936, ministre du trésor ; mort en 999
    - Myoku, né en 946 ; moine en 956, abbé du Tendai en 1019 ; mort en 1020
    - Princesse Noshi, mariée à Fujiwara no Kanemichi (né en 925, fils de Fujiwara no Morosuke et d’une fille de Fujiwara no Tsunekuni, mort en 977)
    - Princesse Ryoshi, mariée à Fujiwara no Kinsue (né en 957, fils de Fujiwara no Morosuke et de la princesse Koshi, mort en 1029)

  - treizième fille: Princesse Shoshi, née 918, morte 980; princesse vestale de Kamo 921-930; mariée Tachibana no Korekaze
  - quinzième princesse: Princesse Seishi (Tadako), née 921, morte 936; élue princesse vestale d'Ise 936
- Fujiwarano Noshi (Yoshiko), fille de Fujiwara no Sadakata, + 964 ; dame du vestiaire, puis épouse impériale (nyogo) 914 ; mariée à Fujiwara no Saneyori (900 + 970) fils Tadahira
- FUJIWARA no Wakako, fille de FUJIWARA no Sadakuni, épouse impériale (nyogo) + 935
- Minamoto no Fushi (Kaneko), fille de Minamoto no Motomi; dame du vestiaire (koi); dont 1 prince et 2 princesses:
  - seconde fille: Princesse Nobuko, née 902, morte 920; princesse vestale d'Ise 915-920
  - premier fils: Prince Katsuakira, né en 903 et mort en 927 ; marié à la cinquième fille de Fujiwara no Tokihira
  - douzième fille: Princesse Seishi (Yasuko), née 915, morte 950; mariée Fujiwara no Morouji (913 + 970), file de Fujiwara no Tadahira
- Princesse Manshi, fille du prince Sukémi, dame du vestiaire (koi), morte en 920; mère de 3 filles:
  - huitième fille: Princesse Shushi, née 905, morte 933; mariée au Prince Motoyoshi, fils de l'empereur Yozei
  - onzième fille: Princesse Fushi, née 909, morte 947, mariée (A) Minamoto no Kiyohira; mariée (B) Fujiwara no Toshitsura
  - Princesse Genshi, née 916; reçoit le nom de Minamoto
- Fujiwara no Senshi, fille de Fujiwara no Tsunenaga, dame du vestiaire (koi); morte en 915; mère de 1 fils et de 2 filles :
  - troisième fille: Princesse Kyoshi (Takako), née 902, morte 915; princesse vestale d'Ise 903-915
  - troisième fils: Prince Yoakira, né en 904, ministre des affaires du Centre, mort en 937; Dont :
    - Minamoto Shigemitsu, né en 923 ; Grand Conseiller en 991 ; mort en 998
    - Minamoto Yasumitsu, né en 924 ; conseiller moyen en 988 ; mort en 995
    - Minamoto Nobumitsu, né en 927 ; grand conseiller en 975 ; mort en 976
    - Princesse Genshi, mariée à Fujiwara no Yoritada (né en 924, fils de Fujiwara no Saneyori et d’une fille de Fujiwara no Tokihira ; mort en 989)
    - Princesse Keishi, née en 925, mariée à Fujiwara no Koremasa (né en 924 ; fils de Fujiwara no Morosuke et d’une fille de Fujiwara no Tsunekuni ; mort en 969)
    - Princesse Soshi, née en 930, mariée à l'empereur Murakami, son oncle ; épouse impériale (nyogo) ; nonne en 967 ; morte en 1008

  - sixième fille: Princesse Enshi (Yoshiko), née 904, morte 969; princesse vestale de Kamo 932-967
- Minamoto no Shoshi, fille de Minamoto no Noboru, dame du vestiaire (koi), dont
  - quatrième fils: Prince Shigeakira, né en 906, Ministre du Cérémonial ; mort en 956 ; marié (A) une fille de Fujiwara no Tadahira (morte en 948), puis (B) 948 à Fujiwara no Toshi (fille de Fujiwara no Morosuke par une fille de Fujiwara no Tsunekuni, remariée en 964 à l'empereur Murakami, morte en 975).
    - Princesse Kishi, né en 929, née de la première épouse; princesse vestale d’Ise ; mariée en 949 à l'empereur Murakami, son oncle ; épouse impériale (nyogo) ; morte en 985
    - Princesse Esshi (Yoshiko), née de la première épouse; princesse vestale d’Ise 947 ; mariée à son oncle l'empereur Murakami
    - Princesse, née de la seconde épouse, mariée à FUJIWARA no Asateru, ° 951, fils de Fujiwara no Kanemichi et de la princesse Noshi ; + 995
- Fujiwara no Hidehime, fille de Fujiwara no Sugane, dame du vestiaire (koi)morte en 948; mère de 3 fils et 1 fille :
  - neuvième fils: Prince Nagaakira, né 913, mort 953
  - onzième fils: Prince Kaneakira, né en 914, prend le nom de Minamoto en 921 ; udaijin (ministre de la Droite) en 971 ; mort en 987
  - Prince Yoriakira, né 918, prend le nom de Minamoto en 921; mort 958
  - Princesse Hideko, née 921, morte 946; princesse vestale d'Ise en 946
- Minamoto no Chikako, fille de Minamoto no Tonau ; dame du vestiaire (koi); morte en 935; mère de 3 fils et de 5 filles :
  - cinquième fille:Princesse Kinshi, née en 904, morte en 938; mariée Fujiwara no Morosuke (né en 908, fils de Fujiwara no Tadahira et de Minamoto no Shoshi, mort en 960)
  - septième fille: Princesse Miyako, née 905, morte 981
  - neuvième fille: Princesse Toshiko, née 906
  - dixième fille: Princesse Gashi (Masako), née en 909, princesse vestale d'Ise de 931 à 936, morte en 954, mariée en 937 à Fujiwara no Morosuke (né en 908, fils de Fujiwara no Tadahira et de Minamoto no Shoshi, mort en 960)
  - huitième fils: Prince Tokiakira, né 912, mort 927
  - dixième fils: Prince Takaakira, né en 914, prend le nom de Minamoto en 923 ; conseiller moyen en 948 ; grand conseiller en 953 ; udaijin (ministre de la Droite) en 966 ; sadaijin (ministre de la Gauche) en 967 ; exilé en 969 ; rappelé en 972 ; mort en 982 ; marié (A) Fujiwara no San no Kimi (fille de Fujiwara no Morosuke et d’une fille de Fujiwara no Tsunekuni, morte en 969 ou 972) marié (B) une fille de Fujiwara no Saneyori ; marié (C) Fujiwara no Ganshi (fille de Fujiwara no Morosuke); père de
    - une Princesse, mariée 966 Prince Tamehira, fils de l'empereur Murakami
    - Minamoto no Meishi, ° (963/964); adoptée par le prince Moriakira ; mariée 988 Fujiwara no Michinaga, ° 966, fils de FUJIWARA no Kaneie ; + 1028

  - Princesse Kenshi, née 915, morte 949, reçoit le nom de Minamoto en 921
  - quinzième fils: Prince Moriakira, né en 928 et mort en 986; père de:
    - Princesse Saishi (Nariko) princesse vestale d’Ise 984-986
    - Princesse Ryushi (Takako) princesse vestale d’Ise 969-974, morte 974
- FUJIWARA no Kuwako, fille de Fujiwara no Kanesuke; dame du vestiaire (koi) mère de
  - Prince Ariakira, né 924, mort 990
- Une fille de Minamoto no Toshimi, dame du vestiaire (koi); mère de
  - Minamoto no Nobuakira, né 919, mort 942
- Une fille de Fujiwara no Korehira, dame du vestiaire (koi), mère de 
  - Minamoto no Tameakira, né 927, mort 961

## Biographie
À l'époque Heian, le vrai pouvoir au Japon n'est pas dans les mains de l'empereur, mais du clan Fujiwara. Pour échapper à cette emprise, Uda abdique en 897 et se retire dans un monastère bouddhiste, pour continuer à exercer sans influence la part de pouvoir restant à un empereur retiré. Daigo monte alors à sa place sur le trône. Il parvient à régner par lui-même sans la régence des Fujiwara, mais l'envoi en exil de Sugawara no Michizane en 901 leur redonne le pouvoir de fait.
Le règne de Daigo amène peu de changements politiques, même s'il tente dès 902 de limiter l'augmentation du nombre de shōen, assainit les finances de l'empire et corrige certains défauts du système de lois en vigueur à l'époque (ritsuryō). En revanche, il constitue une période de rayonnement culturel au sein de l'époque Heian. Daigo ordonne en 905 la compilation de la première anthologie de waka, le Kokin Wakashū, dont il confie la rédaction à Ki no Tsurayuki. Il ordonne également la construction de plusieurs salles du temple Daigo-ji, comme la salle Yakushi.
À sa mort en 930, son douzième fils, monte sur le trône sous le nom d'empereur Suzaku.

### Kugyō (公卿)
- Empereur Daigo (醍醐天皇), r. 897-930 -- kugyō de Daigo-tennō
  - Sadaijin, Fujiwara no Tokihira　(藤原時平), 899-909
  - Sadaijin, Fujiwara no Tadahira　(藤原忠平),　924-936
  - Udaijin, Sugawara no Michizane　(菅原道真),　899-901
  - Udaijin, Minamoto no Hikaru　(源光),　901-913
  - Udaijin, Fujiwara no Tadahira　(藤原忠平),　914-924
  - Udaijin, Fujiwara no Sadakata　(藤原定方),　924-932
  - Nadaijin, Fujiwara no Takafuji　(藤原高藤),　900

## Ères de son règne
Les années du règne de Daigo sont plus spécifiquement identifiées par plus d'une ère japonaise ou nengō.
- Ère Shōtai (898-901)
- Ère Engi (901-923)
- Ère Enchō (923-931)